# Bengt Börjesson
Bengt Johan Börjesson, född 1 maj 1920 i Enslövs församling, Hallands län, död 16 augusti 1977 i Falköpings stadsförsamling, Skaraborgs län, var en svensk bankkamrer (Jordbrukskassan i Falköping) och centerpartistisk politiker.
Börjesson var ledamot av riksdagens andra kammare 1961–1970, invald i Skaraborgs läns valkrets samt ledamot av Sveriges riksdag 1970–1977.